# Карпов, Николай Алексеевич (кинематографист)
Николай Алексеевич Карпов (8 июля 1929 — 6 апреля 2003) — советский и украинский кинодраматург. Член Национального союза кинематографистов Украины (1974), Заслуженный работник культуры УССР (1986).

## Биография
Родился 8 июля 1929 года в Полтаве в семье крестьянина. Был участником Великой Отечественной войны как юнга Черноморского флота в 14 лет. В 1956 году окончил факультет журналистики Центральной комсомольской школы при ЦК ВЛКСМ, а в 1961 году — исторический факультет Киевского государственного университета им. Т. Г. Шевченко.
Находился на журналистской и комсомольской работах (1949—1954). Работал в аппарате ЦК ЛКСМУ (1956—1959), ЦК КП УССР (1969—1967), Главном управлении по производству фильмов Министерства культуры СССР (1959—1962), в 1967—1972 годах был главным редактором Киевского творческо-производственного объединения киностудии «Центрнаучфильм», в 1972—1976 годах — директор Украинского отдела Всесоюзного бюро пропаганды советского киноискусства. В 1976—2000 годах — секретарь Правления Национального союза кинематографистов Украины.
Автор сценариев многих телевизионных, документальных и научно-популярных фильмов, среди которых: «Долг каждого», «Десант в бессмертие» (1965), «Командарм Дыбенко» (1966), «Мамаев Курган», «Брестская крепость», «Корабли идут» (1969), «Мы — коммунисты» (1971), «Четыре ордена командарма Федько», «Первый флагман советского флота» (1979), «Юный шеф» (1982) и др., а также книг «Юный шеф» (1958), «Навстречу буре» (1960), «Сквозь бури и штормы» (1961), «Таинственная Елена» (1962) и др.
Умер 6 апреля 2003 в Киеве.